# Maffeo Barberini, II principe di Palestrina
Maffeo Barberini, II principe di Palestrina (indicato anche come IV principe di Palestrina in riferimento alla successione Colonna di Sciarra) (Roma, 19 agosto 1631 – Viterbo, 28 novembre 1685), è stato un nobile italiano.
Venne come il padre nominato Gonfaloniere di Santa Romana Chiesa.

## Biografia

### Infanzia

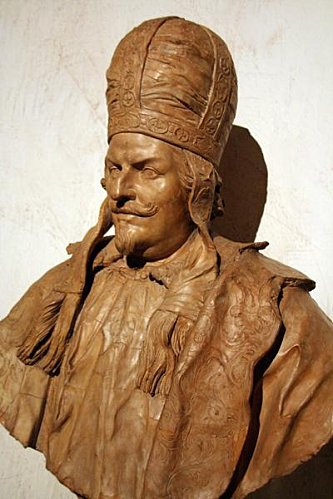
Taddeo Barberini in un busto di Bernardino Cametti

Nato nel 1631, Maffeo Barberini era uno dei cinque figli di Taddeo Barberini, I principe di Palestrina e di sua moglie, Anna Colonna, figlia di Filippo I Colonna. Suoi fratelli furono il cardinale Carlo Barberini e Lucrezia Barberini che sposò Francesco I d'Este, duca di Modena. Suo prozio (per parte di suo padre) era papa Urbano VIII.

### Guerra di Castro

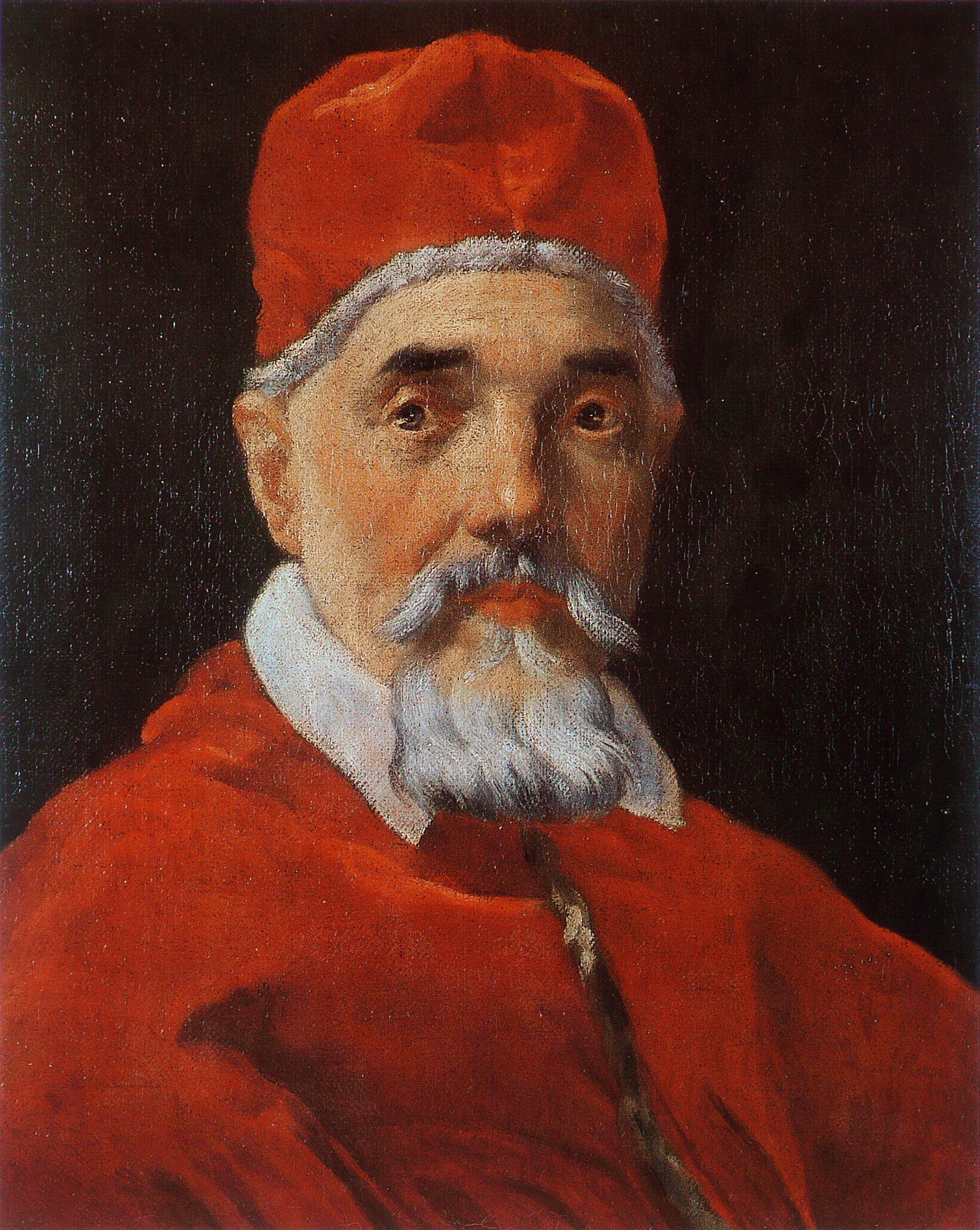
Ritratto di papa Urbano VIII di Gian Lorenzo Bernini, 1632

Tra il 1639 ed il 1649, Maffeo combatté la Guerra di Castro al fianco di suo padre Taddeo e di Luigi Mattei che guidavano le armate pontificie di Urbano VIII. Nel 1644, dopo la prima Guerra di Castro, Urbano VIII morì ed un nuovo pontefice venne eletto al suo posto nella persona di Innocenzo X. Papa Innocenzo diede inizio ad una serie di investigazioni sulla persona di Antonio Barberini (zio di Maffeo), costringendolo a fuggire in esilio coi suoi fratelli Francesco e Taddeo (padre di Maffeo) per sospette appropriazioni indebite nel corso della guerra.

### Matrimonio

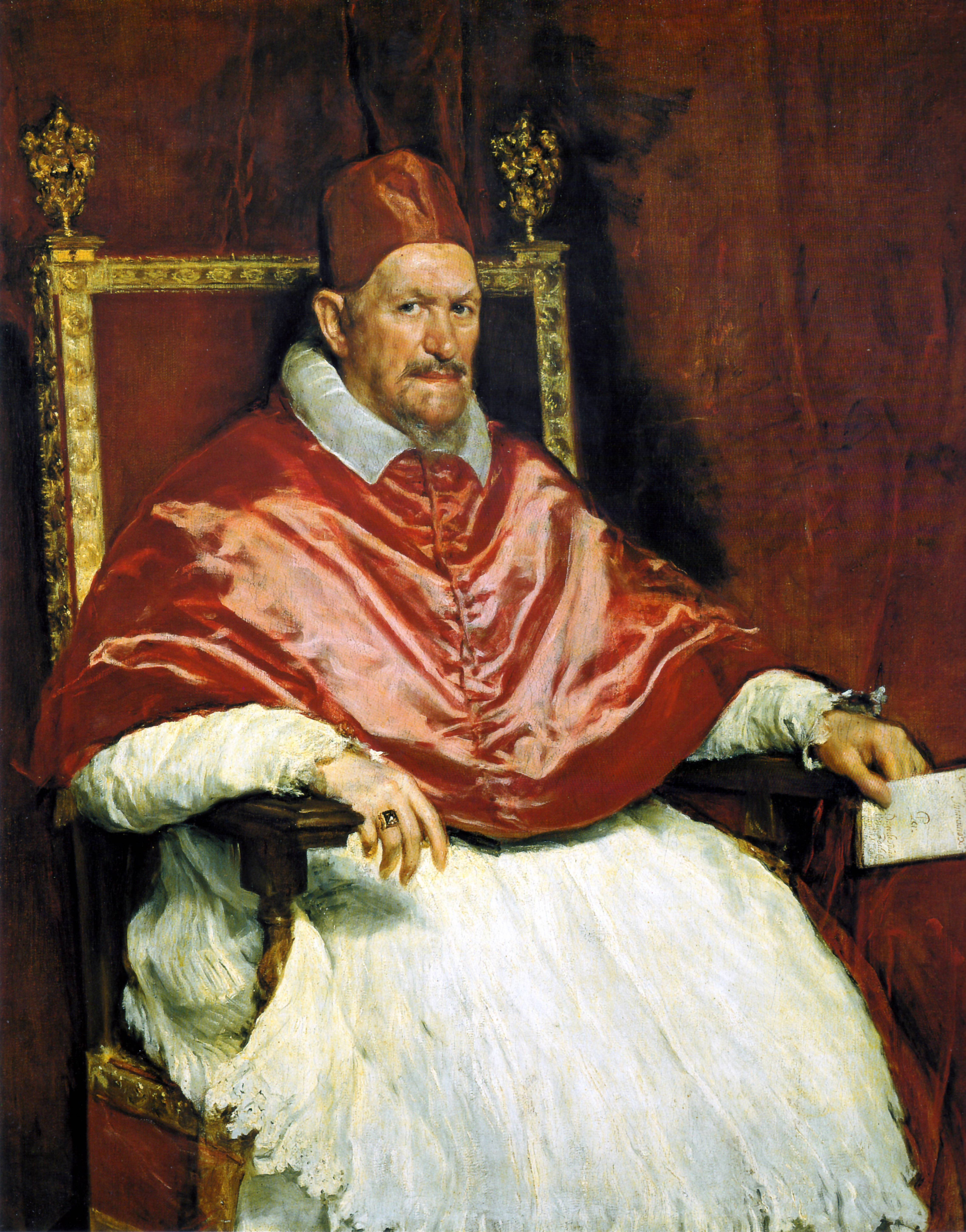
Diego Velázquez, Ritratto di Innocenzo X

Taddeo Barberini morì in esilio a Parigi, ma Maffeo non si diede mai per vinto e, come sua madre era riuscita implorando il pontefice ad ottenere che il patrimonio di famiglia rimanesse integro, così Maffeo si pose in prima persona nel tentativo di riconciliarsi con la famiglia Pamphilj e per questo, nel 1653, sposò Olimpia Giustiniani, pronipote di Innocenzo X. Il matrimonio venne in gran parte però orchestrato dalla nonna materna di Olimpia, Olimpia Maidalchini (vera detentrice del potere papale all'epoca di Innocenzo X), e dallo zio del Barberini, il cardinale Antonio Barberini. La Maidalchini si era resa conto negli anni che ormai la sua influenza sul pontefice stava lentamente svanendo e di conseguenza pensò che questo matrimonio, unitamente al ritorno dei Barberini a Roma, avrebbe potuto rinsaldare i legami della sua famiglia con la società aristocratica papalina dell'epoca.

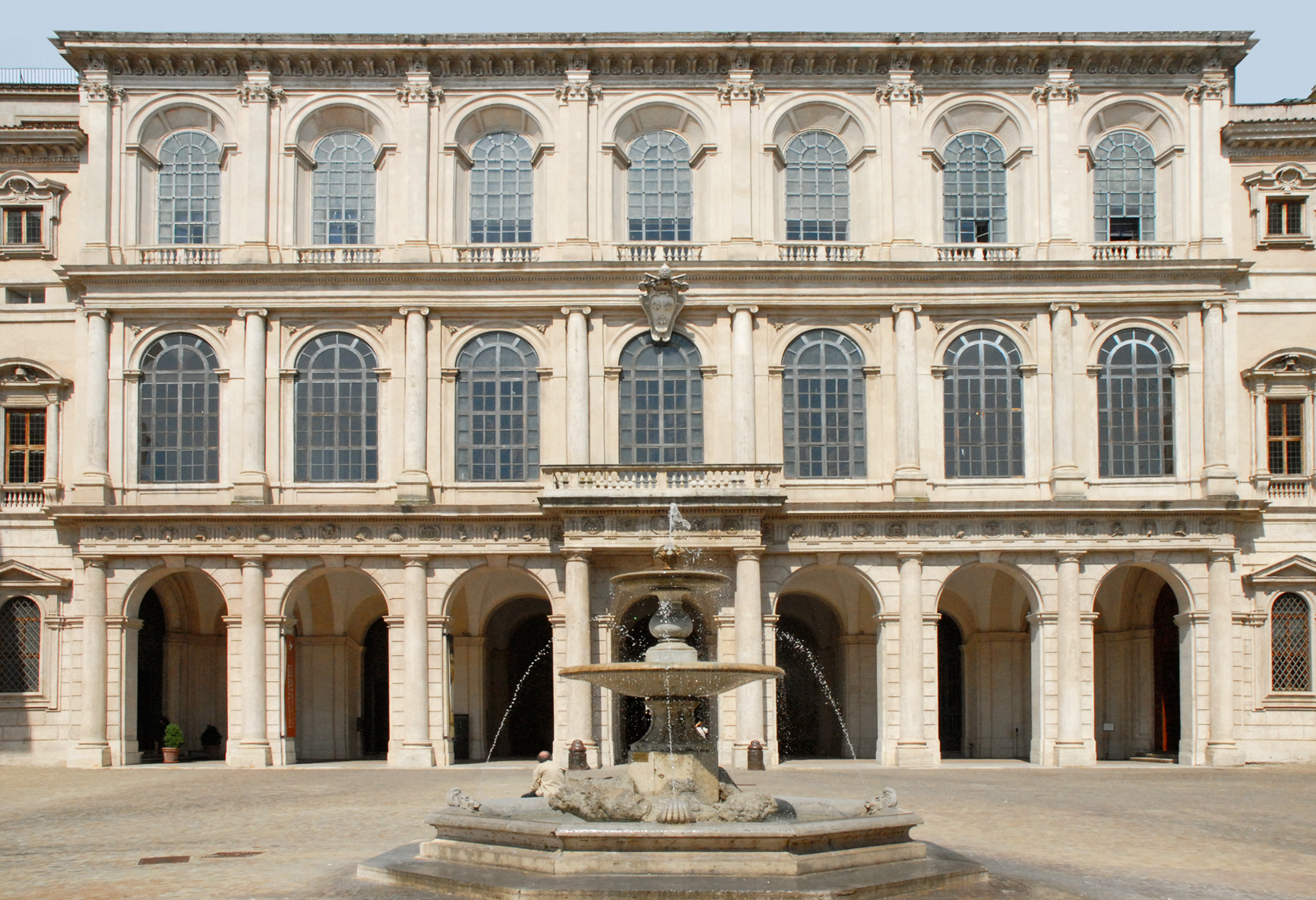
La facciata di Palazzo Barberini

Malgrado l'opposizione mossa dalla dodicenne Olimpia a sposare il ventiduenne Maffeo, i due si sposarono lo stesso in una grandiosa cerimonia celebrata da papa Innocenzo X stesso. Dopo la cerimonia, ad ogni modo, la ragazzina si rifiutò categoricamente di rincasare con il novello sposo e di consumare con lui il matrimonio. Sua madre le venne incontro suggerendole come molte altre ragazze di buona famiglia erano state costrette a sposare uomini vecchi e decrepiti e che al contrario suo marito era un bel giovane nel fiore dell'età. Pur con queste rassicurazioni, la giovane Olimpia si rifiutò di andare con lo sposo e per questo la Maidalchini la costrinse con la forza ad entrare nella carrozza che la portò a Palazzo Barberini e ad una nuova vita nella casa del suo sposo.

### Carriera politica

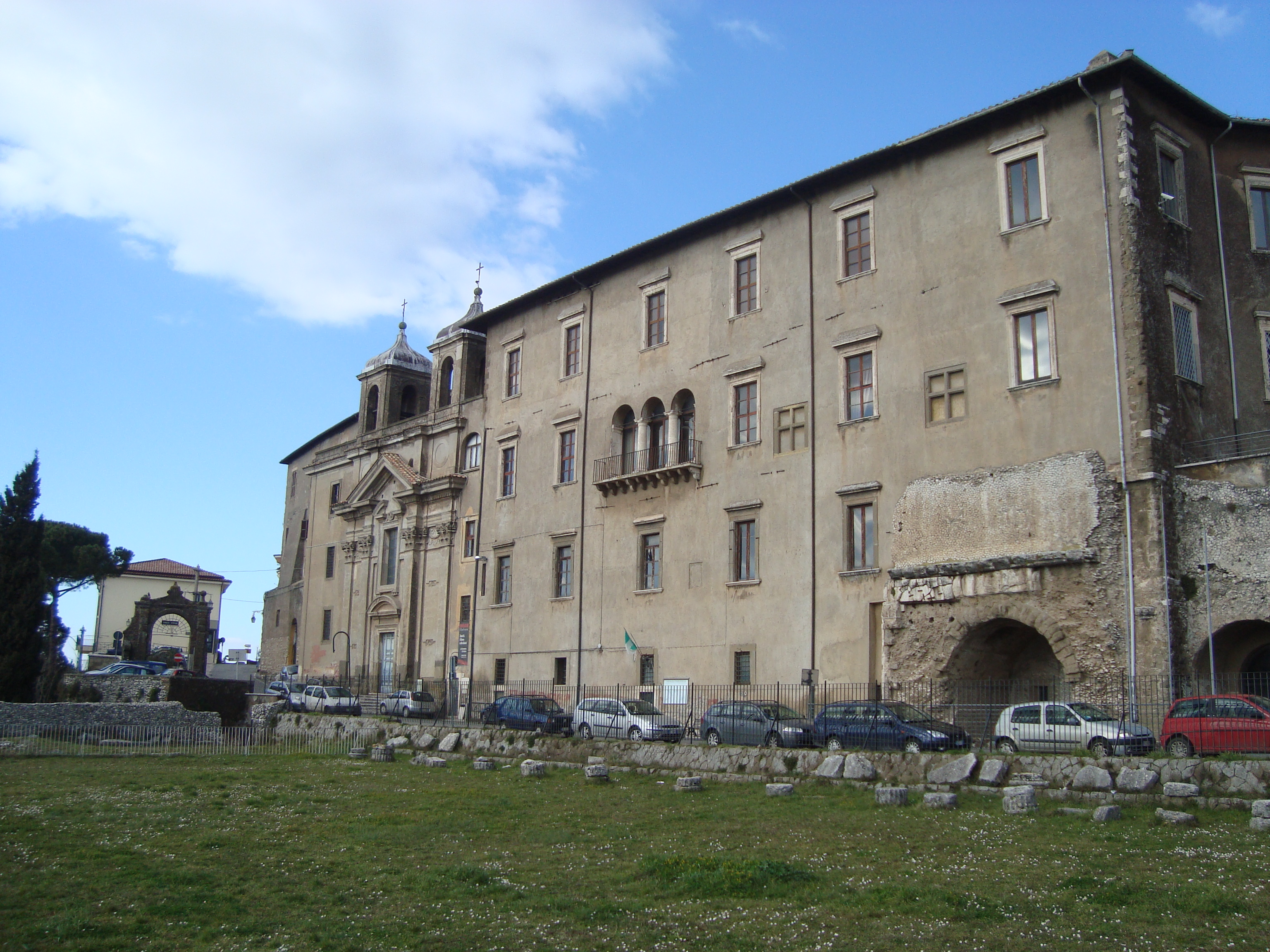
Ala destra del Palazzo Colonna Barberini di Palestrina con la chiesa di Santa Rosalia

Il Barberini venne restaurato al titolo di Principe di Palestrina portato da suo padre. Egli venne inoltre nominato Gonfaloniere di Santa Romana Chiesa come pure suo padre era stato. Il Barberini commissionò la costruzione della chiesa di Santa Rosalia di Palestrina (inaugurata nel 1677) che ancora oggi porta al suo interno un tributo al padre di Maffeo, Taddeo, realizzato da Bernardino Cametti.
Nel 1662, alla morte di suo zio (fratello di sua madre), si rivolse a Filippo IV di Spagna per acquisire tutti i feudi e titoli (compresi nel dominio del re) che appartennero ai Colonna. Il Re, malgrado le potenziali pretese dei discendenti Colonna, si accordò e diede a Maffeo il permesso di controllare una serie di comuni della provincia di Roma tra cui Petrella Salto. Il Barberini ottenne inoltre il permesso di controllare il comune di Torre Annunziata che era in realtà appartenuta agli Orsini, ma che poi era passata al tesoro spagnolo alcuni anni prima.

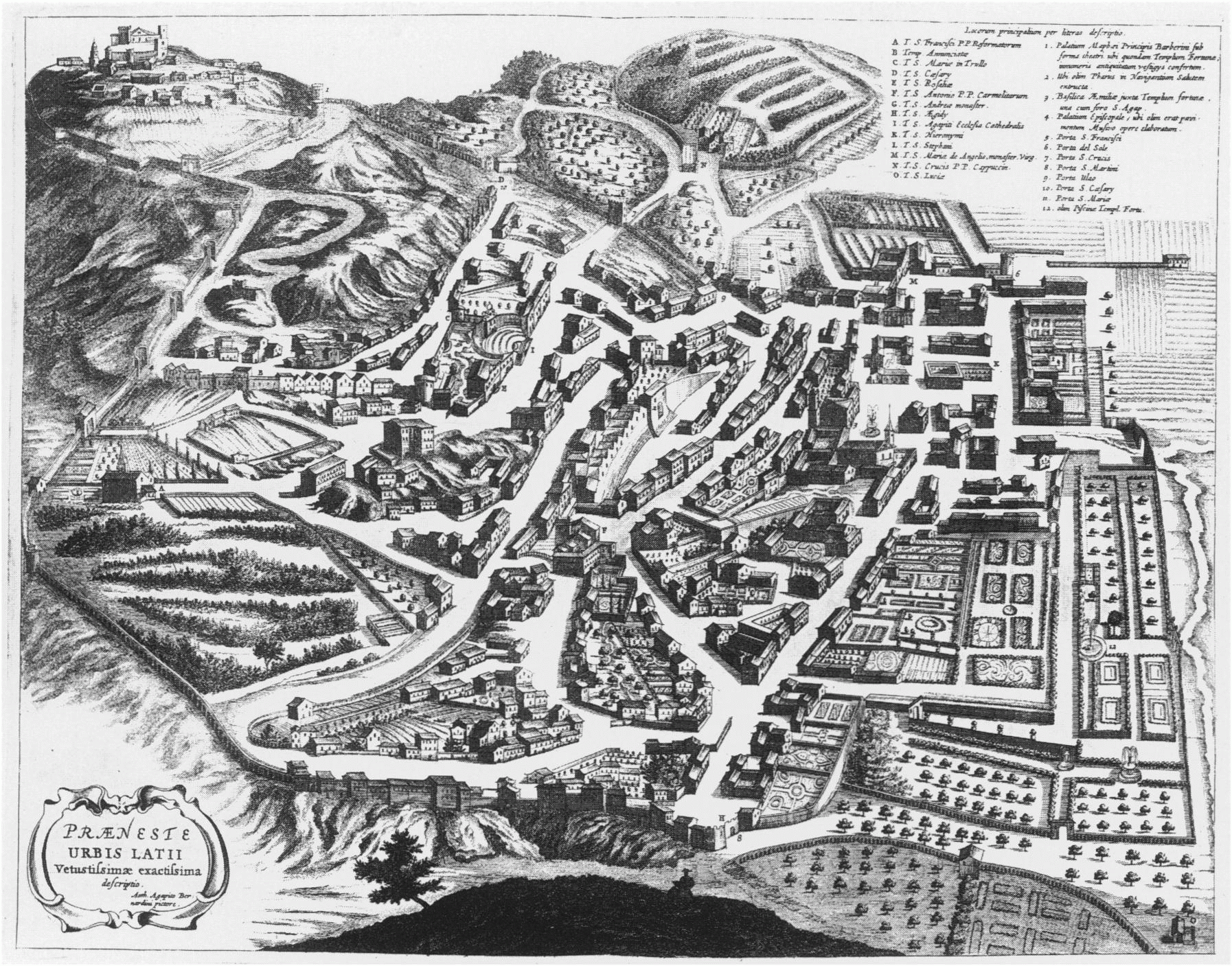
Palestrina come appariva nel 1671 durante l'amministrazione di Maffeo Barberini.

Dopo ulteriori negoziati, nel 1664, il Barberini acquistò il comune di Pacentro dai Colonna e divenne quindi anche Conte di Pacentro. Quattro anni dopo acquistò anche la contea di Gagliano.
Nel 1673 venne creato cavaliere dell'Ordine del Toson d'oro.

### Morte
Maffeo Barberini morì il 28 novembre 1685 mentre si trovava a Villa Bagnaia, la sua residenza di campagna. Questa villa era stata costruita come parte della residenza di Ippolito Lante Montefeltro della Rovere, duca di Bomarzo e nipote del cardinale Marcello Lante, un contemporaneo ed alleato degli zii e del padre di Maffeo che fu poi anche vescovo di Palestrina.

## Patrono delle arti
Il Barberini continuò l'opera di patronato delle arti come già avevano fatto diversi suoi antenati. Fu, seppur col solo proposito di mantenere intatta la ricchezza dei Barberini, un collezionista d'arte e proprietario della collezione già appartenuta a suo zio Antonio Barberini che includeva almeno tre dipinti di Caravaggio.
Barberini commissionò inoltre delle pitture a Niccolò Tornioli.
Nel 1653, il Barberini riaprì il Teatro delle Quattro Fontane dopo una chiusura decennale per via dell'esilio dei suoi zii e di suo padre. Esso continuò ad ospitare opere e performances teatrali sino a quando non venne colpito da un rovinoso incendio e quindi abbandonato.

## Discendenza
Maffeo Barberini e Olimpia Giustiniani ebbero cinque figli:
- Costanza (7 aprile 1657–12 dicembre 1687)[9], sposò Gaetano Francesco Caetani, IX duca di Sermoneta, nel 1680
- Camilla (1660–20 giugno 1740)[9], sposò il conte Carlo Borromeo Arese nel 1689
- Francesco (1662–1738), cardinale dal 1690
- Urbano (1664–1722), III principe di Palestrina
- Taddeo (7 agosto 1666 – 16 febbraio 1702)[10], sposò nel 1701 Maria Teresa Muti dei duchi di Rignano (1675-1711), ma morì senza eredi.

## Ascendenza
|                                                      |                  |                                            | Genitori                                           |  |  | Nonni |  |  | Bisnonni          |  |  | Trisnonni       |  |
|                                                      |                  |                                            |                                                    |  |  |       |  |  | Antonio Barberini |  |  | Carlo Barberini |  |
|                                                      |                  |                                            |                                                    |  |  |       |  |  | Antonio Barberini |  |  | Carlo Barberini |  |
|                                                      |                  | Marietta Rustici                           |                                                    |  |  |       |  |  | Antonio Barberini |  |  |                 |  |
| Carlo Barberini, I duca di Monterotondo              |                  |                                            |                                                    |  |  |       |  |  | Antonio Barberini |  |  |                 |  |
|                                                      |                  | Camilla Barbadori                          | Gian Donato Barbadori                              |  |  |       |  |  |                   |  |  |                 |  |
|                                                      |                  | Camilla Barbadori                          | Gian Donato Barbadori                              |  |  |       |  |  |                   |  |  |                 |  |
|                                                      |                  | Camilla Barbadori                          | Nannina Cambi                                      |  |  |       |  |  |                   |  |  |                 |  |
| Taddeo Barberini, I principe di Palestrina           |                  | Camilla Barbadori                          |                                                    |  |  |       |  |  |                   |  |  |                 |  |
|                                                      |                  | Vincenzo Magalotti                         | …                                                  |  |  |       |  |  |                   |  |  |                 |  |
|                                                      |                  | Vincenzo Magalotti                         | …                                                  |  |  |       |  |  |                   |  |  |                 |  |
|                                                      |                  | Vincenzo Magalotti                         | …                                                  |  |  |       |  |  |                   |  |  |                 |  |
| Costanza Magalotti                                   |                  | Vincenzo Magalotti                         |                                                    |  |  |       |  |  |                   |  |  |                 |  |
|                                                      |                  | Clarice Capponi                            | …                                                  |  |  |       |  |  |                   |  |  |                 |  |
|                                                      |                  | Clarice Capponi                            | …                                                  |  |  |       |  |  |                   |  |  |                 |  |
|                                                      |                  | Clarice Capponi                            | …                                                  |  |  |       |  |  |                   |  |  |                 |  |
| Maffeo Barberini, II principe di Palestrina          |                  | Clarice Capponi                            |                                                    |  |  |       |  |  |                   |  |  |                 |  |
|                                                      | Fabrizio Colonna | Marcantonio Colonna, I duca di Tagliacozzo |                                                    |  |  |       |  |  |                   |  |  |                 |  |
|                                                      | Fabrizio Colonna | Marcantonio Colonna, I duca di Tagliacozzo |                                                    |  |  |       |  |  |                   |  |  |                 |  |
|                                                      | Fabrizio Colonna | Felice Orsini di Bracciano                 |                                                    |  |  |       |  |  |                   |  |  |                 |  |
| Filippo I Colonna di Paliano, IV principe di Paliano | Fabrizio Colonna |                                            |                                                    |  |  |       |  |  |                   |  |  |                 |  |
|                                                      |                  | Anna Borromeo                              | Giberto II Borromeo, VII conte di Arona            |  |  |       |  |  |                   |  |  |                 |  |
|                                                      |                  | Anna Borromeo                              | Giberto II Borromeo, VII conte di Arona            |  |  |       |  |  |                   |  |  |                 |  |
|                                                      |                  | Anna Borromeo                              | Margherita Medici di Marignano                     |  |  |       |  |  |                   |  |  |                 |  |
| Anna Colonna                                         |                  | Anna Borromeo                              |                                                    |  |  |       |  |  |                   |  |  |                 |  |
|                                                      |                  | Geronimo Tomacelli, signore di Galatro     | Silvestro Tomacelli, signore di Cerro ed Acquaviva |  |  |       |  |  |                   |  |  |                 |  |
|                                                      |                  | Geronimo Tomacelli, signore di Galatro     | Silvestro Tomacelli, signore di Cerro ed Acquaviva |  |  |       |  |  |                   |  |  |                 |  |
|                                                      |                  | Geronimo Tomacelli, signore di Galatro     | Barbara Brisac                                     |  |  |       |  |  |                   |  |  |                 |  |
| Lucrezia Tomacelli                                   |                  | Geronimo Tomacelli, signore di Galatro     |                                                    |  |  |       |  |  |                   |  |  |                 |  |
|                                                      |                  | Ippolita Ruffo                             | Paolo Ruffo, VI conte di Sinopoli                  |  |  |       |  |  |                   |  |  |                 |  |
|                                                      |                  | Ippolita Ruffo                             | Paolo Ruffo, VI conte di Sinopoli                  |  |  |       |  |  |                   |  |  |                 |  |
|                                                      |                  | Ippolita Ruffo                             | …                                                  |  |  |       |  |  |                   |  |  |                 |  |
|                                                      |                  | Ippolita Ruffo                             |                                                    |  |  |       |  |  |                   |  |  |                 |  |